# Neolaphyra
Neolaphyra is een geslacht van kevers uit de familie van de loopkevers (Carabidae). De wetenschappelijke naam van het geslacht is voor het eerst geldig gepubliceerd in 1895 door Bedel.

## Soorten
Het geslacht Neolaphyra omvat de volgende soorten:
- Neolaphyra leucosticta (Fairmaire, 1859)
- Neolaphyra peletieri (Lucas, 1848)
- Neolaphyra ritchiei (Vigors, 1825)
- Neolaphyra truquii (Guerin-Meneville, 1855)